# Cacatua goffiniana
Cacatua goffiniana là một loài chim trong họ Cacatuidae.

## Hình ảnh

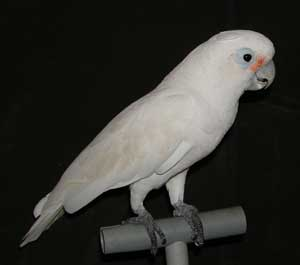
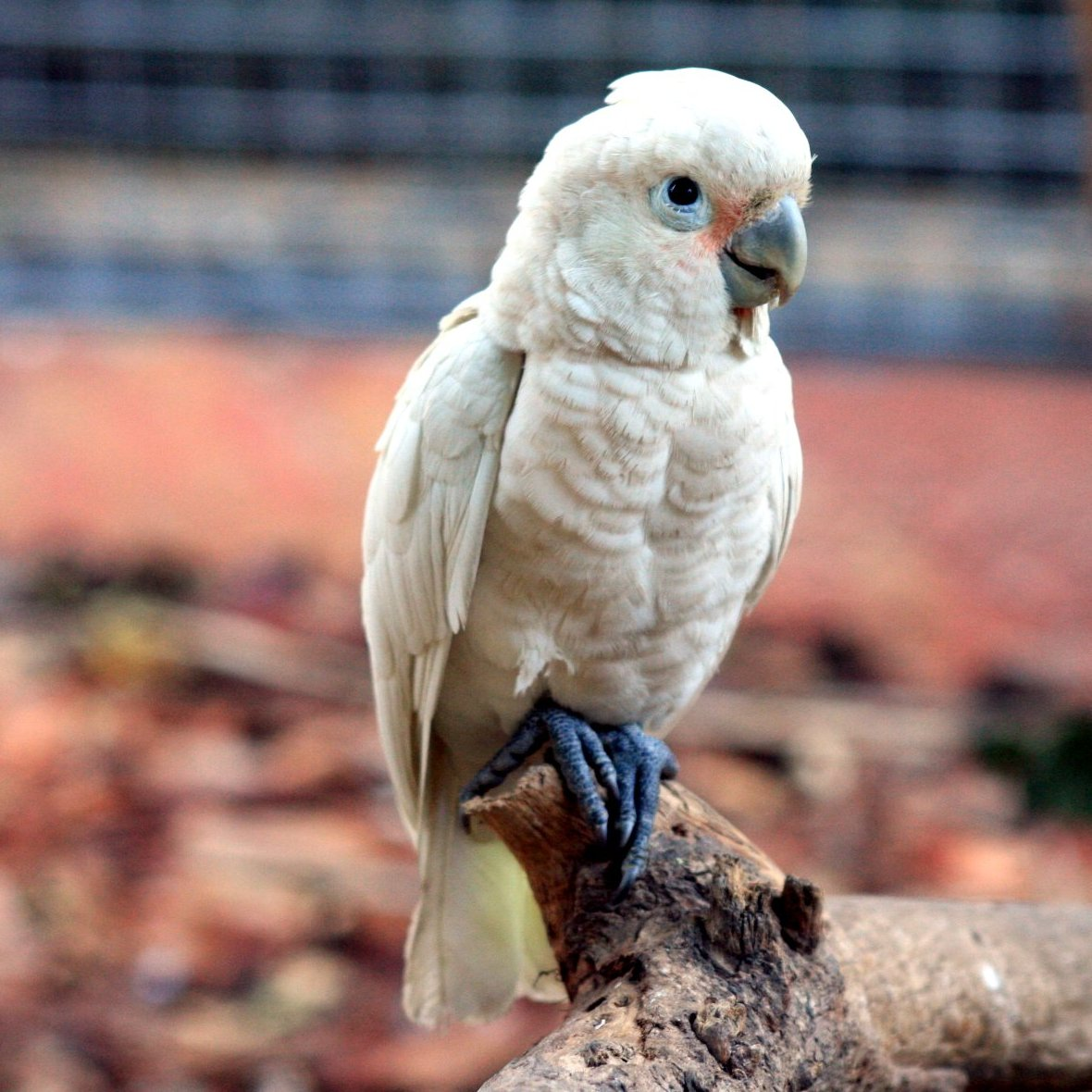
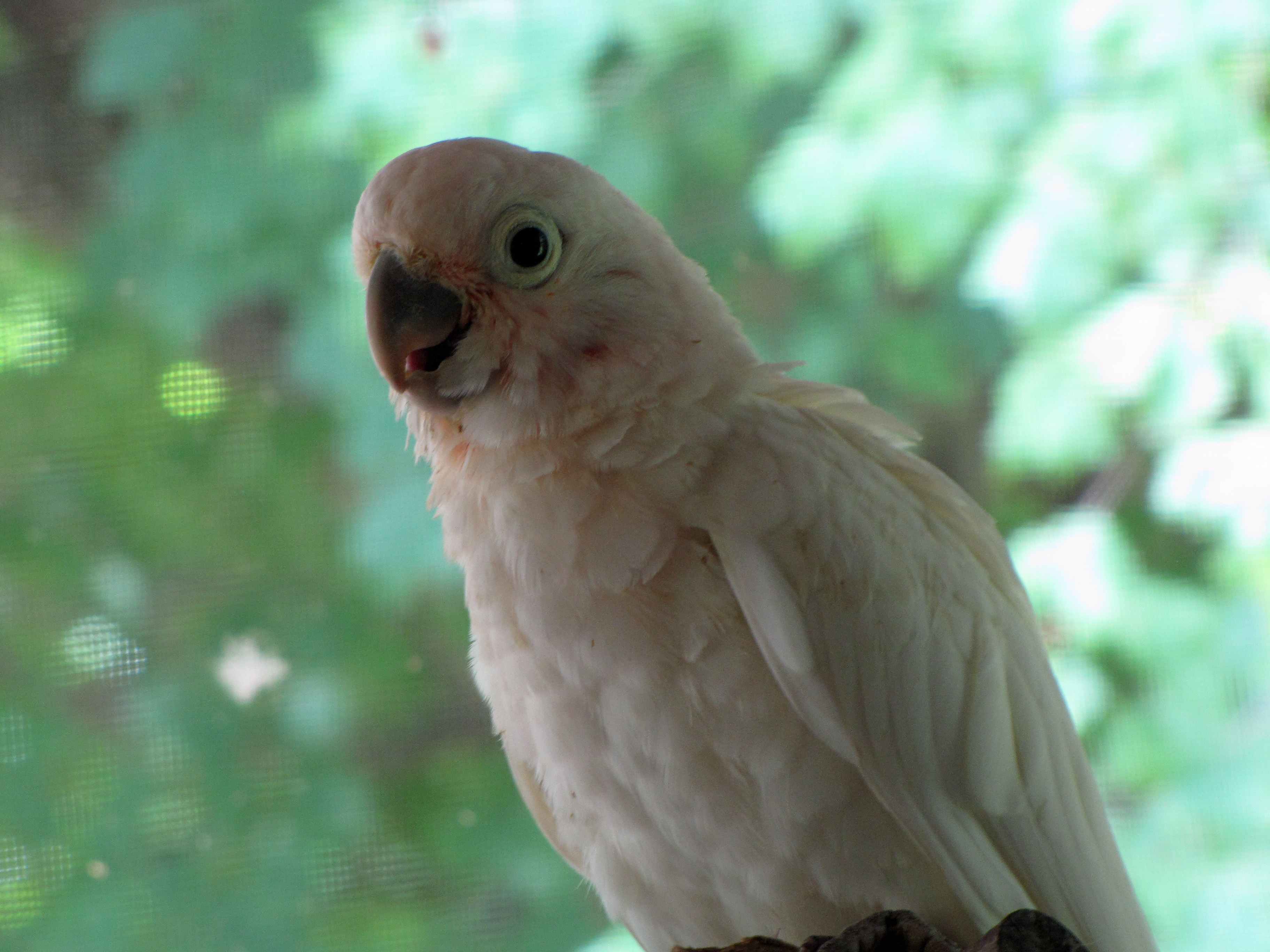
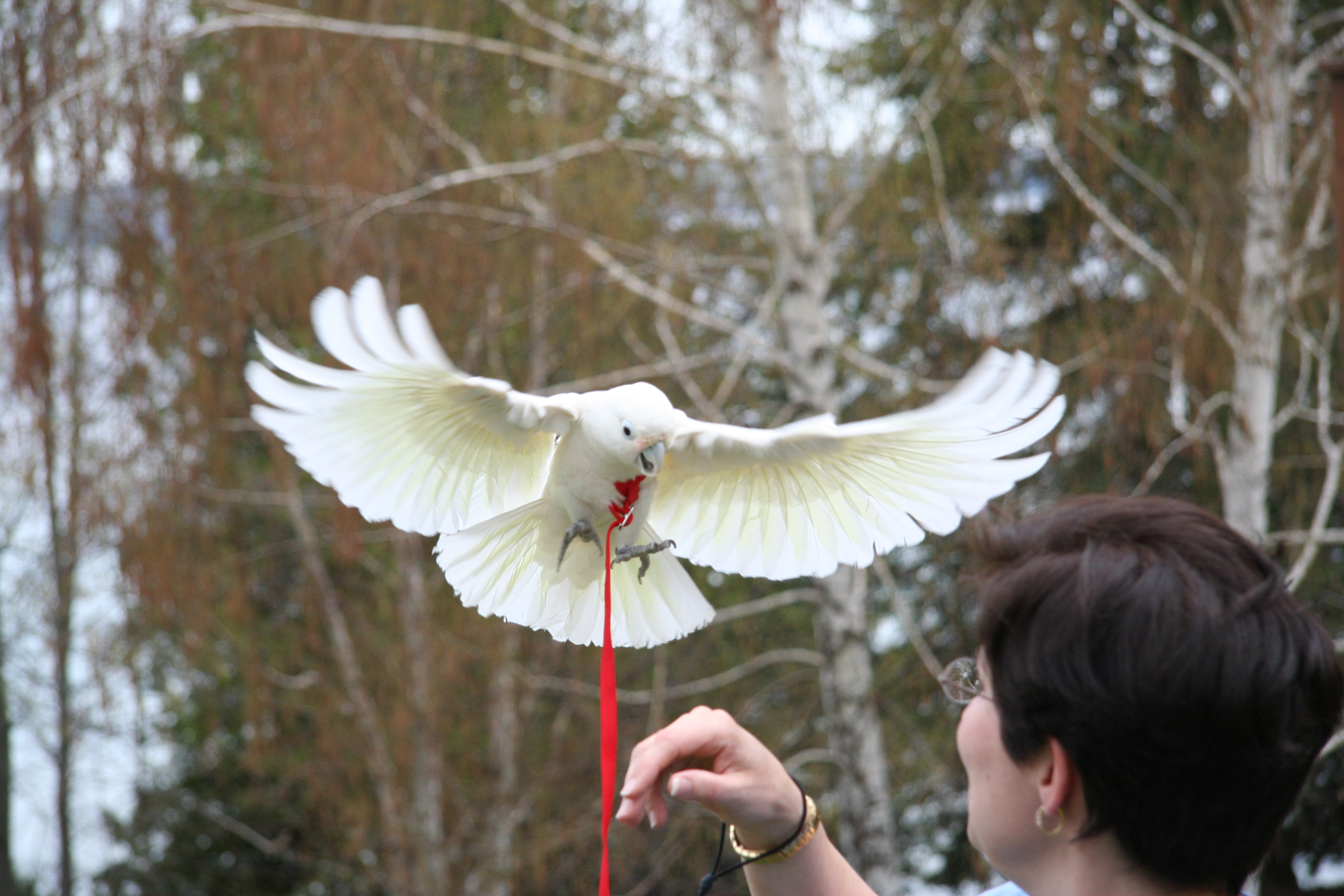